# 加拿大自然資源部
加拿大自然資源部（英語：Natural Resources Canada）是加拿大聯邦政府部門之一，負責管理自然資源、能源、礦物與金屬、森林、地球科學、测绘、遙測等等。自然資源部是由1995年能源、礦物及資源部（Energy, Mines and Resources）與森林部（Forestry）合併而成立。自然資源部任務是確保加拿大能源、礦物和金屬等自然資源的發展。自然資源部也利用在地球科學的專業知識，建立並維持一份最新的土地及資源資料庫。
根據《加拿大憲法》，自然資源的管理責任屬於各省，不屬於聯邦政府。不過聯邦政府管轄近海資源、自然資源貿易、統計、國際關係和邊境。現任自然資源部長為乔·欧利弗（ Joe Oliver）。

## 部門
目前自然資源部有以下部門：
- 加拿大森林局（Canadian Forest Service）
- 企業管理及服務司
- 地球科學司
- 能源司
- 創新及能源科技司
- 礦物和金屬司
- 公共事務及組合管理司
- 政策司
- 加拿大地名委員會（Geographical Names Board of Canada）

## 外部連結
- 加拿大自然資源部（页面存档备份，存于）